# Municipio de Ozawkie
El municipio de Ozawkie (en inglés: Ozawkie Township) es un municipio ubicado en el condado de Jefferson en el estado estadounidense de Kansas. En el año 2010 tenía una población de 1637 habitantes y una densidad poblacional de 14,79 personas por km².

## Geografía
El municipio de Ozawkie se encuentra ubicado en las coordenadas 39°15′55″N 95°25′53″O / 39.26528, -95.43139. Según la Oficina del Censo de los Estados Unidos, el municipio tiene una superficie total de 110.72 km², de la cual 97.31 km² corresponden a tierra firme y (12.11%) 13.41 km² es agua.

## Demografía
Según el censo de 2010, había 1637 personas residiendo en el municipio de Ozawkie. La densidad de población era de 14,79 hab./km². De los 1637 habitantes, el municipio de Ozawkie estaba compuesto por el 95.97% blancos, el 0.73% eran afroamericanos, el 1.28% eran amerindios, el 0.12% eran asiáticos, el 0.06% eran isleños del Pacífico, el 0.37% eran de otras razas y el 1.47% pertenecían a dos o más razas. Del total de la población el 2.2% eran hispanos o latinos de cualquier raza.